# Liczby pierwsze Ramanujana
Liczby pierwsze Ramanujana – liczby pierwsze występujące w uogólnieniu postulatu Bertranda, sformułowanego w 1845 roku przez Josepha Bertranda, a dowiedzionego w 1850 przez Pafnucego Czebyszewa, i od tego czasu zwanego twierdzeniem Czebyszewa. Dowód ten niezależnie uzyskał w 1919 Srinivasa Ramanujan.

## Interpretacja
Rozpatrujemy liczbę liczb pierwszych znajdujących się w drugiej połowie odcinka (0,n],
to znaczy liczbę liczb pierwszych w odcinku (n/2,n]. Liczba ta oczywiście zależy od n.
Nazwijmy ją f(n). Wartość tę matematycy zapisują używając funkcji π jako f(n)=π(n)-π(n/2). Na przykład wartością f(9) będzie liczba liczb pierwszych w przedziale
(4,5; 9]. w tym przedziale liczbami pierwszymi są liczby 5 i 7 (nie ma więcej), więc f(9)=2.
Jak łatwo policzyć wartości funkcji f wynoszą:
- f(1)=0
- f(2)=1
- f(3)=2
- f(4)=1
- f(5)=2
- f(6)=1
- f(7)=2
- f(8)=2
- f(9)=2
- f(10)=1
- f(11)=2
- f(12)=2
- f(13)=3
- f(14)=2
- f(15)=2
- f(16)=2
- f(17)=3

Funkcja f rośnie w punktach będących liczbami pierwszymi,
a maleje w punktach parzystych postaci 2*p, gdzie p jest pierwsza.
Twierdzenie Czebyszewa mówi, że funkcja f(n) jest dodatnia dla parzystych liczb n.
Okazuje się, że funkcja f(n) zbiega do nieskończoności. To znaczy
dla dowolnego k istnieje takie m, że jeśli {\displaystyle m\leq n} to zachodzi nierówność {\displaystyle k\leq f(n)}
Najmniejszą liczbę m spełniającą powyższy warunek nazywamy k-tą liczbą Ramanujana.
Na przykład: jeśli  {\displaystyle 11\leq t} to {\displaystyle 2\leq f(t)} i zamiast liczby 11 nie możemy wstawić liczby od niej mniejszej. To oznacza, że drugą liczbą Ramanujana jest liczba 11.
Funkcja f rośnie w punktach będących liczbami pierwszymi, czyli liczby Ramanujana są liczbami pierwszymi.

## Początkowe elementy ciągu liczb pierwszych Ramanujana
2, 11, 17, 29, 41, 47, 59, 67, 71, 97, 101, 107, 127, 149, 151, 167, 179, 181, 227, 229, 233, 239, 241, 263, 269, 281, 307, 311, 347, 349, 367, 373, 401, 409, 419, 431, 433, 439, 461, 487, 491, 503, 569, 571, 587, 593, 599, 601, 607, 641, 643, 647, 653, 659 ... (ciąg  A104272 w OEIS).